# Chiesa dei Domenicani (Andrano)
La chiesa dei Domenicani di Andrano è situata nel centro storico del paese. La prima denominazione fu "chiesa di Santa Maria della Grazia". Successivamente divenne un convento per ospitare l'Ordine dei domenicani e più recentemente è stata affidata alla Confraternita dell'Immacolata.

## La storia
Verso la fine del XV secolo, il Salento era preda di scorribande e attacchi da parte dei Saraceni. Nel 1480, ci fu un attacco in tutto il territorio salentino, motivo per cui il barone di Andrano, Giovanni Antonio Saraceno, partì per contrastare i nemici. In seguito in paese giunse la notizia che il nobile era morto. Le famiglie andranesi in un primo tempo si rassegnarono, anche perché i paesi limitrofi caddero tutti sotto l'assedio. Di qui la decisione di rivolgersi alla Vergine per scongiurare il peggio. Il miracolo si compì e il popolo andranese, in segno di ringraziamento, decise di erigere una chiesa sotto la quale avrebbe trovato sepoltura il tanto amato barone. Fu così che avvenne la consacrazione con la denominazione "chiesa di Santa Maria della Grazia".
Circa due secoli dopo, la chiesa ospitò l'Ordine dei domenicani. Per tale motivo avvenne una ristrutturazione. La chiesa fu ampliata e modificata e con il tempo acquisì il nome attuale.

## La chiesa
L'edificio è in stile rinascimentale e al suo interno si trovano diversi affreschi. I più celebri sono due. Il primo, risalente al 1480, raffigura il miracolo della Madonna delle Grazie, intenta a respingere gli attacchi nemici dei Saraceni. Vi è anche una piccola chiesa dalla quale escono delle fiamme che investono gli assediatori. Il secondo dipinto celebra un altro miracolo della Vergine; ricorda la notte del 17 ottobre 1819, quando in Andrano si scagliò una tromba d'aria che provocò il cedimento del campanile della chiesa su una casa vicina. Miracolosamente la famiglia rimase illesa. Il quadro perciò rappresenta una notte buia, nella quale il cielo è squarciato da un fulmine che provoca il cedimento del campanile. Tuttavia la santa patrona è lì che assiste con Gesù Bambino in braccio e maestosa protegge la famiglia che, seppur seppellita dalle macerie, non avrà conseguenze. Sotto le fondamenta della chiesa ci sono i corpi sepolti di Giovanni Antonio Saraceno e dei suoi discendenti.